# Aceni
Con il termine aceni (o poliaceni) viene indicata una classe di idrocarburi policiclici aromatici, costituiti da anelli benzenici condensati tra loro consecutivamente.

Formula di struttura generale degli aceni

Alcuni composti che appartengono a questa classe sono indicati di seguito:
| Nome                    | Formula molecolare | Numero di anelli | Massa molare | Numero CAS | Formula di struttura |
| ----------------------- | ------------------ | ---------------- | ------------ | ---------- | -------------------- |
| Benzene                 | C6H6               | 1                | 78,11 g/mol  | 71-43-2    |                      |
| Naftalene               | C10H8              | 2                | 128,17 g/mol | 91-20-3    |                      |
| Antracene               | C14H10             | 3                | 178,23 g/mol | 120-12-7   |                      |
| Tetracene (o naftacene) | C18H12             | 4                | 228,29 g/mol | 92-24-0    |                      |
| Pentacene               | C22H14             | 5                | 278,35 g/mol | 135-48-8   |                      |
| Esacene                 | C26H16             | 6                | 328,41 g/mol | 258-31-1   |                      |
| Eptacene                | C30H18             | 7                | 378,46 g/mol | 258-38-8   |                      |